# Runcinioides pustulatus
Runcinioides pustulatus là một loài nhện trong họ Thomisidae.
Loài này thuộc chi Runcinioides. Runcinioides pustulatus được Cândido Firmino de Mello-Leitão miêu tả năm 1929.